# Sabri Lamouchi
Sabri Lamouchi (* 9. listopadu 1971, Lyon) je bývalý francouzský fotbalový záložník a reprezentant s tuniskými kořeny a později fotbalový trenér.

## Klubová kariéra
Lamouchi hrál na klubové úrovni ve Francii, Monaku, Itálii a Kataru.

## Reprezentační kariéra
V A-mužstvu Francie debutoval 24. ledna 1996 v Paříži v přátelském zápase proti týmu Portugalska (výhra 3:2). Celkem odehrál v letech 1996–2001 za francouzský národní tým 12 zápasů a vstřelil 1 branku.
Zúčastnil se EURA 1996, kde nastoupil k jedinému zápasu, semifinále proti České republice (porážka v penaltovém rozstřelu).
Gól Sabri Lamouchiho za A-mužstvo Francie
| Gól | Datum       | Stadion                                 | Soupeř | Skóre | Výsledek | Soutěž          |
| --- | ----------- | --------------------------------------- | ------ | ----- | -------- | --------------- |
| 010 | 27. 3. 1996 | Stadion krále Baudouina, Brusel, Belgie | Belgie | 00:2  | 0:2      | přátelský zápas |

## Trenérská kariéra
V letech 2012–2014 vedl národní tým Pobřeží slonoviny. Zúčastnil se s ním Mistrovství světa 2014 v Brazílii, kde reprezentace Pobřeží slonoviny vypadla v základní skupině C. Po šampionátu u týmu skončil.